# Йоган Гендрік Вайсенбрух
Йоган Гендрік Вайсенбрух (нід. Johan Hendrik Weissenbruch), уродж. Гендрік Йоханнес Вайсенбрух; нар. 30 листопада 1824, Гаага — пом. 14 березня 1903, Гаага) — нідерландський художник, представник Гаазької школи.

## Творча біографія
Вайсенбрух вже в дитинстві цікавився живописом. Першим його учителем малювання був гаазький художник Й. Льов. У 1843–1850 роках Вайсенбрух відвідує місцеву Академію мистецтв, де одним з його вчителів виступає Андреас Схелфхаут. Найбільшою мірою увагу юнака привертає живопис Якоба ван Рейсдаля, яку він вивчає в Гаазькому музеї Мауріцгейс. Разом зі своїм племінником Яном Вайсенбрухом і Віллемом Рулофсом, Йоган стає одним із засновників мистецької групи Пульхрі Студіо.
В картинах пензля Вайсенбрух, в його ранній період, відчутний вплив Андреаса Схелфхаут. Художник малює хмарне, темне небо, горизонт на його картинах розташований низько — приблизно на 1/4 висоти полотна. Після 1870 року стиль художника пом'якшується. Багато художніх критиків вважають, що вершину своєї майстерності Вайсенбрух демонструє лише на полотнах свого останнього творчого 20-річчя. Входив до числа майстрів Гаазької школи. У 1897 році відбулася велика виставка робіт Вайсенбруха в канадському Монреалі. У 1900 році він здійснює поїздку до Франції і відвідує колонію художників в Барбізоні.
Слід зазначити, що Вайсенбрух, що оцінював з художньої точки зору роботи молодого ван Гога (на прохання покровителя останнього, гаазького художника Антона Мауве), проявив принциповість і дав високу оцінку таланту ван Гога — незважаючи на вельми несприятливу ринкову кон'юнктуру для останнього. Про це згадує сам Ван Гог в одному зі своїх листів від 13 лютого 1882.
Нині полотна Вайсенбруха, в першу чергу його пейзажі, можна побачити в найкращих художніх музеях Амстердама, Гааги, Гронінгена та інших нідерландських міст.

## Галерея робіт

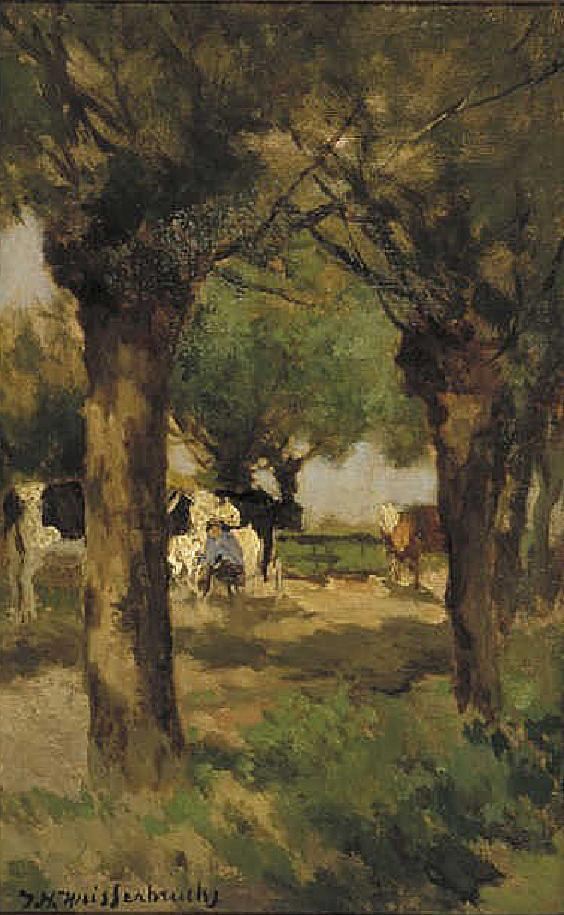
Селянка, що доїть корову
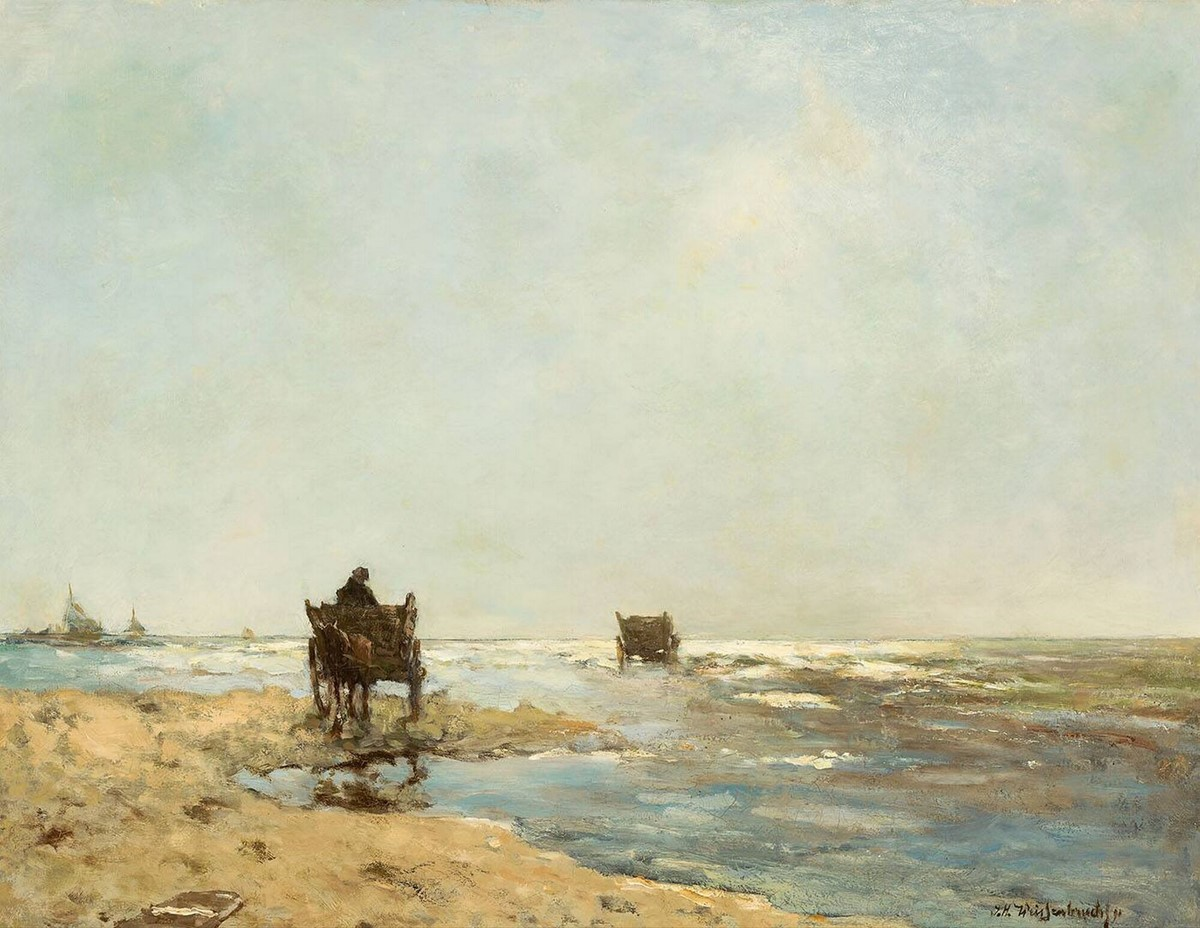
Вид на берег моря з екіпажем (1891)
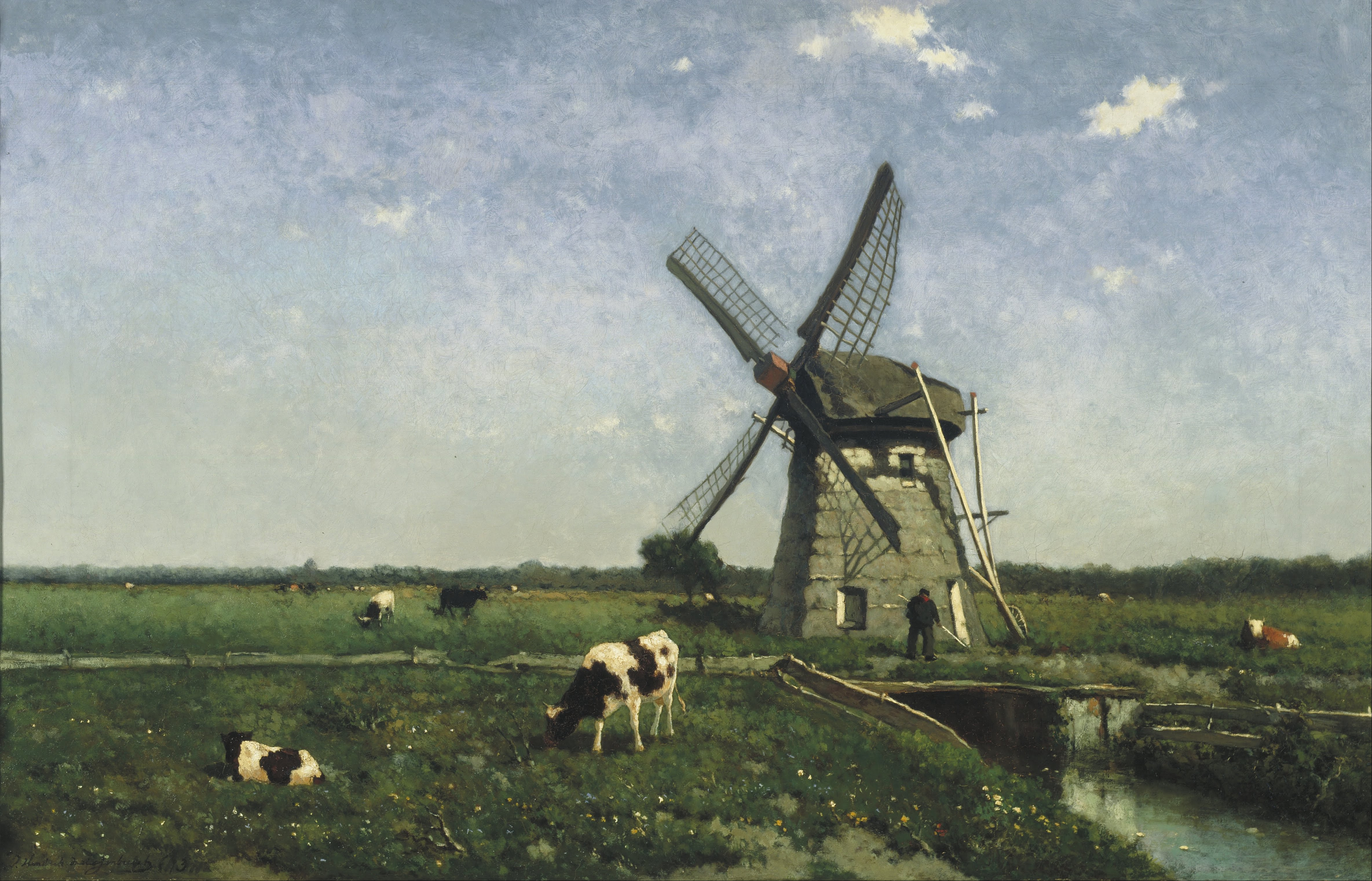
Пейзаж з млином біля Східама
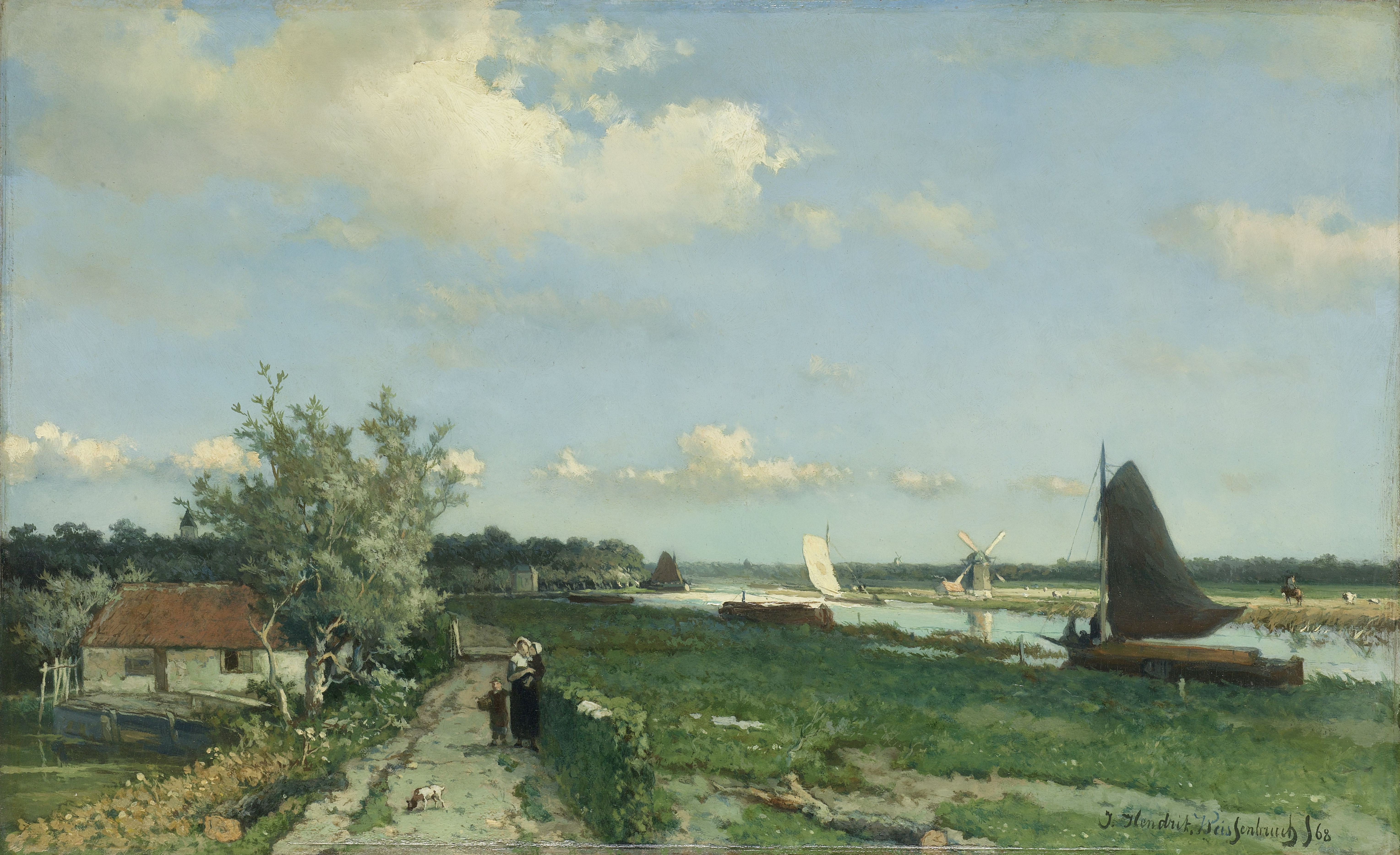
Судноплавний канал в Рейсвейку (1868)
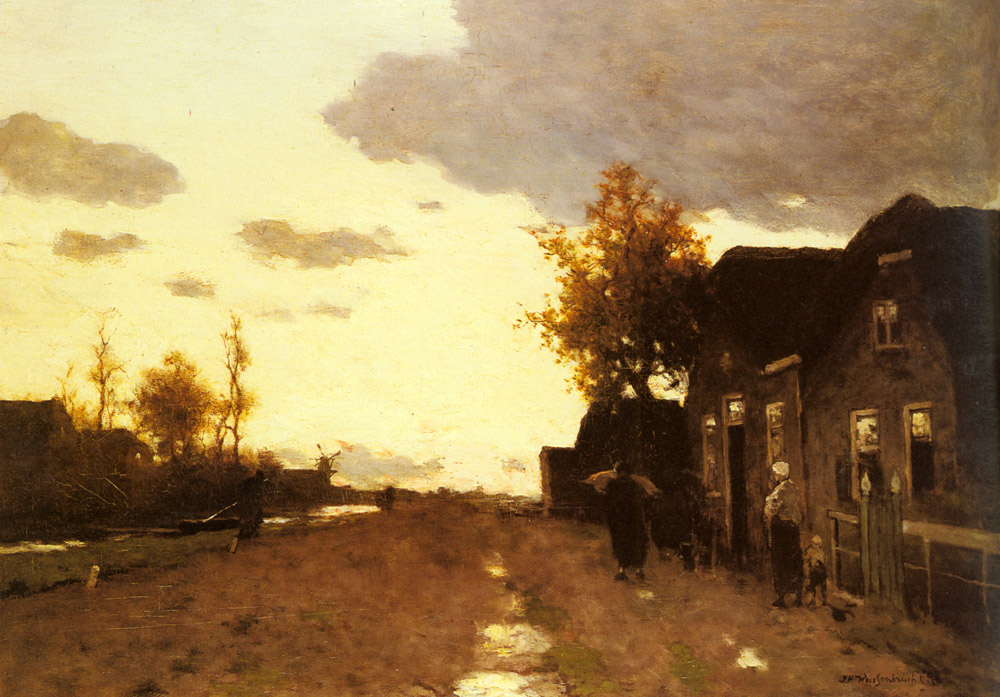
Вздовж каналу (1893)
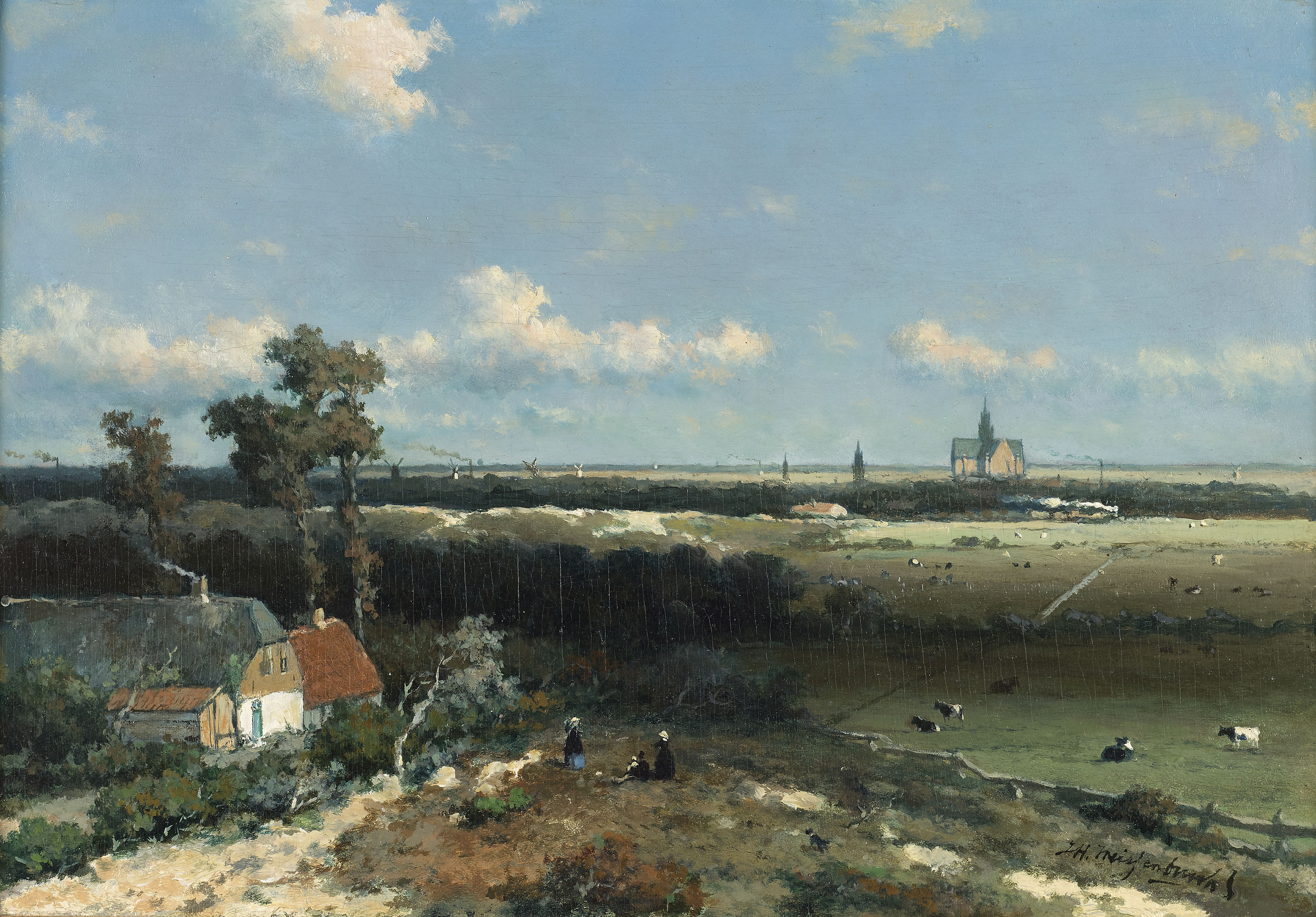
Вид із Гарлема (1845-1848)
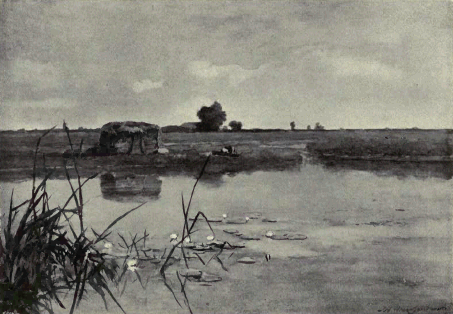
Пейзаж
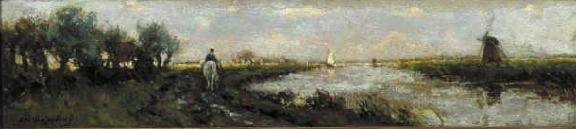
Пейзаж з каналом